# 365 a. C.
El año 365 a. C. fue un año del calendario romano prejuliano. En el Imperio romano se conocía como el Año del Consulado de Aventinense y Ahala (o menos frecuentemente, año 389 ab urbe condita).

## Acontecimientos

### Grecia
- Perdicas III de Macedonia, hijo de Amintas III y Eurídice II, mata a Ptolomeo de Aloros, quien había sido regente de Macedonia desde que arregló el asesinato del hermano de Perdicas III Alejandro II en 368 a. C. Con la muerte de Ptolomeo, Perdicas III se convierte en rey de Macedonia por derecho propio.
- Las fuerzas atenienses bajo el general Timoteo arrasan Samos, luego ocupada por una guarnición persa, después de un asedio de diez meses.

### República romana
- Actores etruscos hacen la primera representación teatral en Roma.

## Fallecimientos
- Antístenes, filósofo griego (n. 444 a. C.).
- Marco Furio Camilo, político romano (n. 446 a. C.)